# Philippe de Lénoncourt

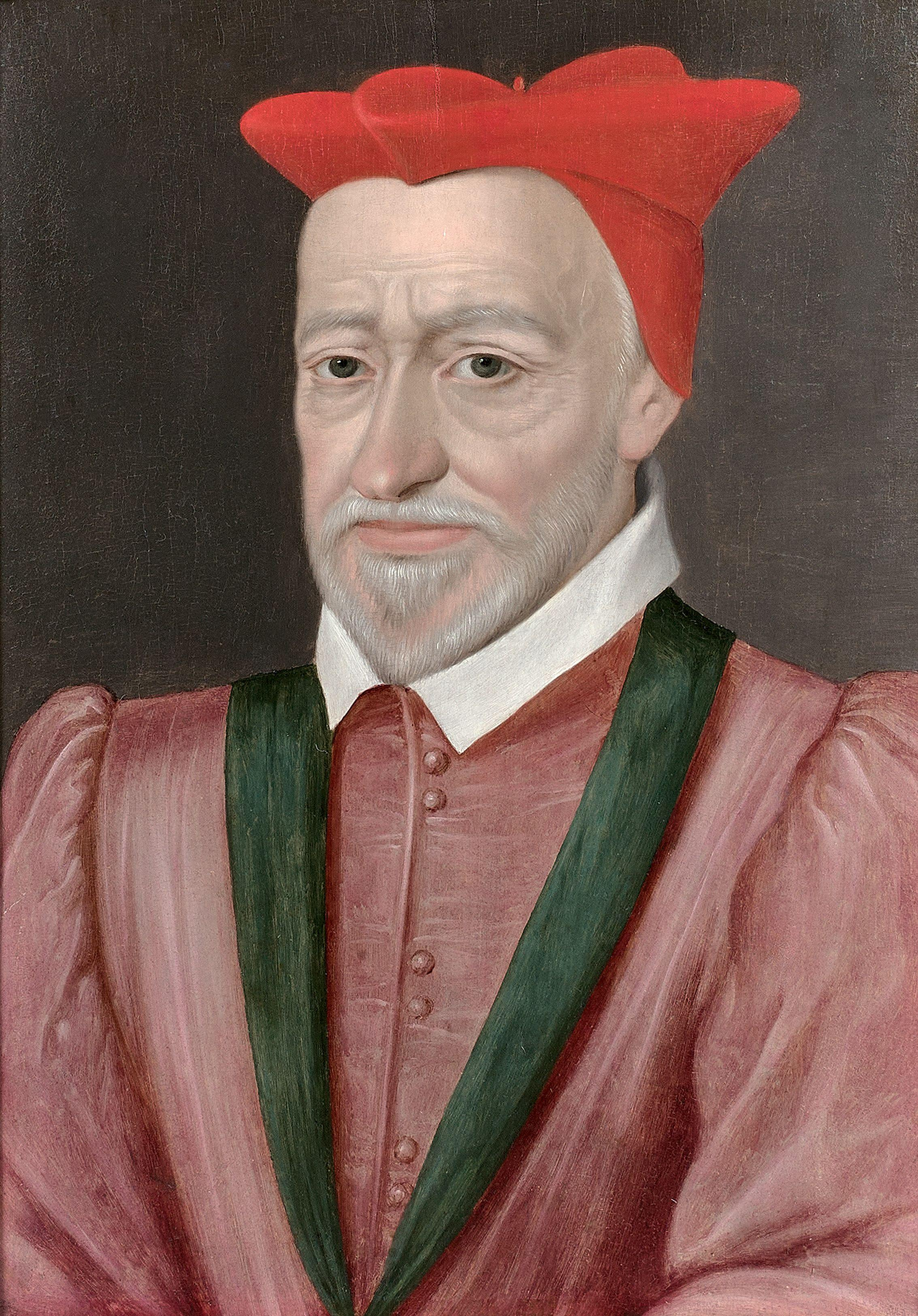
Porträt des Kardinals Philippe de Lénoncourt mit dem Cordon bleu des Ordre du Saint-Esprit, Gemälde von Étienne Dumonstier, Ende des 16. Jahrhunderts

Philippe de Lénoncourt (auch Lenoncourt; * 1527 auf Schloss Coupvray; † 13. Dezember 1592 in Rom) war ein französischer Kardinal aus dem Haus Lenoncourt.

## Leben

Kardinalswappen (moderne Nachzeichnung)

Philippe de Lénoncourt war der Sohn von Henri II. de Lénoncourt, Comte de Nanteuil und Gouverneur des Valois, und Marguerite de Broyes, Dame de Nanteuil-le-Haudouin et de Pacy. Die Familie Lenoncourt war im 16. Jahrhundert mit der Familie Dinteville verbündet, aus der zwei Mitglieder Bischöfe von Auxerre waren: François I. de Dinteville (1513–1530) und François II. de Dinteville (1530–1554) die unmittelbaren Vorgänger von Philipp und dessen Onkel Robert de Lénoncourt waren.
Vom 30. Mai 1550 bis 1556 war Philippe de Lénoncourt Bischof von Châlons und Pair de France als Nachfolger seines Onkels. Auch nach seinem Ausscheiden aus dem Bistum blieb sein Pariser Wohnsitz das Hôtel (des évêques) de Châlons in der Rue Transnonain gegenüber dem Friedhof der Pfarre Saint-Nicolas-des-Champs. Er hatte einen weiteren Wohnsitz in Saint-Germain-en-Laye, in der Nähe des Hofes.
Vom 7. Februar 1560 bis 1562 war er Bischof von Auxerre, ein Amt, das er aufgeben musste, um dem Parlement von Paris mit Stimmberechtigung beitreten zu können. In diesem Jahr wurde er auf Empfehlung des Königs von Navarra, Antoine de Bourbon, zudem in den Geheimen Rat (Conseil privé) von König Karl IX. berufen.
1564 wurde er Prior von Notre-Dame de La Charité-sur-Loire. Er war auch Kommendatarabt von Barbeau, von Mouzon, von Saint-Martin d’Épernay, von Saint-Pierre de Rebais, der Abbaye royale de Notre-Dame d’Oigny und von Saint-Jean-de-Réome. Diese große Anzahl an Kommenden war einer der Gründe, warum er 1866 noch „berühmt“ war. Dieser Reichtum ermöglichte es ihm beispielsweise 1576, die 50.000 Écu Rente, „die der Papst zu verkaufen erlaubt hat, um die Angelegenheiten des Königs zu unterstützen“, problemlos zu bezahlen. Bei der gleichen Gelegenheit ließ Philippe de Lénoncourt für eine seiner vier damaligen Abteien „einige schöne Kirchenornamente anstelle der von den Reîtres und anderen Kriegsleuten genommenen und geplünderten“ zurückkaufen.
1578 gehörte er zu den Gründungsmitgliedern des Ordre du Saint-Esprit, seinem geistlichen Status entsprechend als Commandeur, der von König Heinrich III., dem er sehr nahe stand, gegründet wurde.
1585 betraute ihn der König mit der Leitung der Delegation, die in Nérac in der Gascogne Heinrich von Navarra aufsuchen sollte, um diesen zum Verlassen der reformierten Konfession zu bewegen. Er leitete zahlreiche Sitzungen des Staatsrats in Abwesenheit des Königs.
Papst Sixtus V. kreierte ihn im Konsistorium vom 16. November 1586 zum Kardinal Kardinal de Lénoncourt wurde am 15. Januar 1588 Kardinalpriester von Sant’Onofrio und war im gleichen Jahr Präfekt der Indexkongregation.
Kardinal de Lénoncourt nahm in seiner Amtszeit an vier Konklaves teil:
- am Konklave von September 1590 mit der Wahl von Urban VII.
- am Konklave von Oktober 1590 mit der Wahl von Gregor XIV.
- am Konklave von 1591 mit der Wahl von Innozenz IX. und
- am Konklave von 1592 mit der Wahl von Clemens VIII.

Er starb am 13. Dezember 1592 in Rom, sein Leichnam soll in die Kathedrale von Reims gebracht worden sein.